# Spharagemon crepitans
Spharagemon crepitans är en insektsart som först beskrevs av Henri Saussure 1884.  Spharagemon crepitans ingår i släktet Spharagemon och familjen gräshoppor. Inga underarter finns listade i Catalogue of Life.